# 1973年の政治
1973年の政治（1973ねんのせいじ）では、1973年（昭和48年）の政治分野に関する出来事について記述する。

## できごと

### 1月
- 1月1日 - イギリス、アイルランド、デンマークがEUの前身であるECに加盟。
- 1月12日 - 日本共産党の不破哲三書記局長、天皇の国会開院式臨席に対して疑義を唱える。以後、共産党議員団は開院式を欠席するようになる。
- 1月15日 - リチャード・ニクソン米大統領、北爆停止を命令。
- 1月17日 - フィリピンのマルコス大統領によって新憲法発布、同時に戒厳令の無期限延長を発表。
- 1月23日 - ヘンリー・キッシンジャーと黎徳寿、和平協定案に仮調印。
- 1月24日 - 第28回自由民主党定期党大会。
- 1月26日 - 政府、土地対策要綱を決定。
- 1月27日 - ベトナム和平協定（翌28日発効）。

### 2月
- 2月1日 - 中国が、東京に大使館を開設する。
- 2月27日 - 韓国の国会議員選挙。朴正煕大統領の与党である民主共和党が146議席中73議席を獲得。最大野党である新民党は52議席。→詳細は「第9代総選挙 (大韓民国)」を参照。

### 3月
- 3月6日 - 田中角栄首相が、レオニード・ブレジネフソ連共産党書記長に親書を送る。
- 3月29日 - ベトナムから米軍完全撤退。

### 4月
- 4月 - 世論調査で田中内閣の支持率、27パーセントに低下。
- 4月27日 - 自由民主党総務会、小選挙区制導入を党議決定。

### 5月
- 5月11日 - 小選挙区制導入について検討着手。野党、国会審議を停止させ「カクマンダー」と批判。
- 5月21日 - 村上朝一が第6代最高裁判所長官に就任。
- 5月21日 - 増原恵吉防衛庁長官が昭和天皇への内奏問題の責任をとり辞職する（増原内奏問題）。後任は山中貞則。
- 5月29日 -中村梅吉衆議院議長が失言問題の責任を取って辞任する。後任には前尾繁三郎。

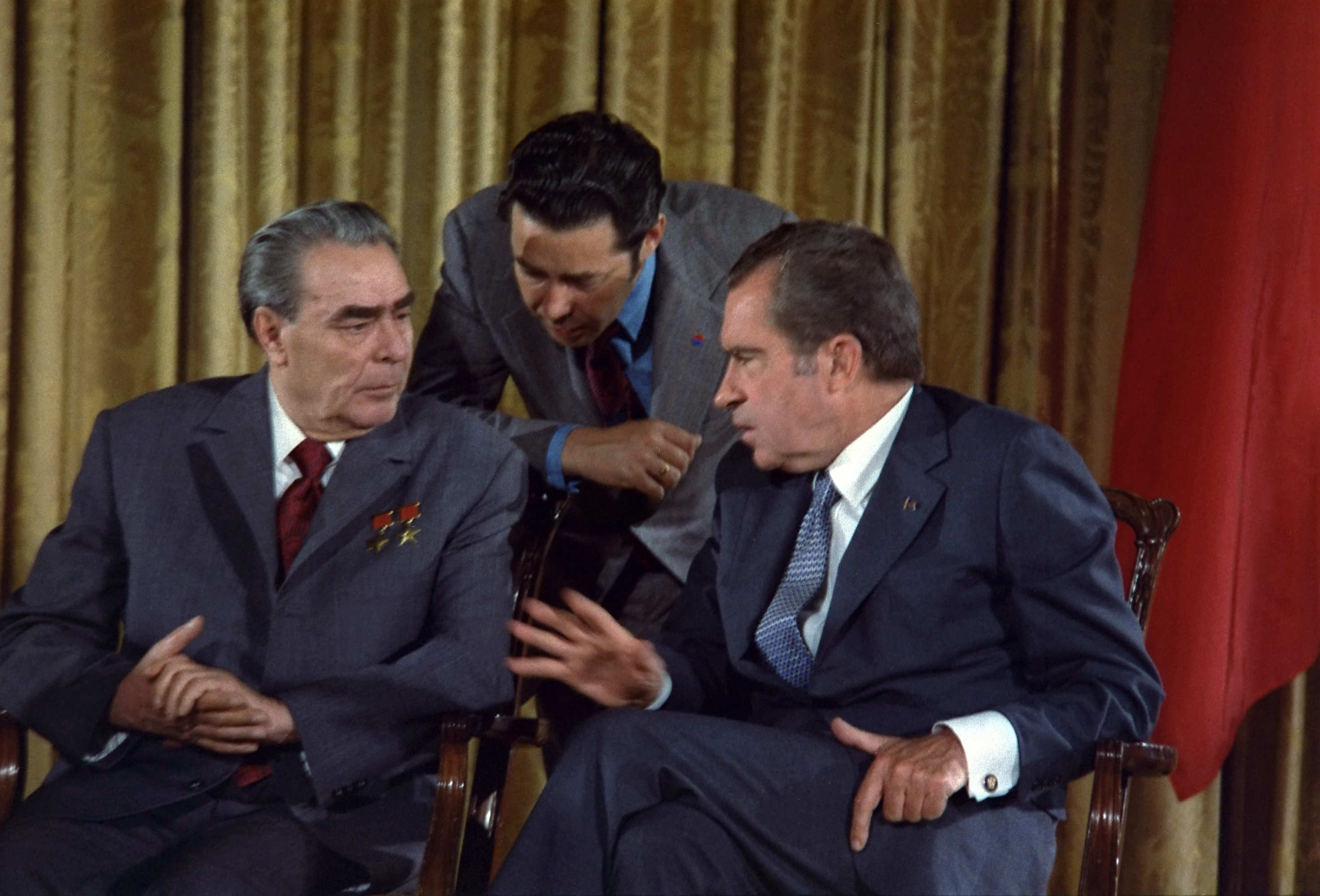
ブレジネフ書記長（左）とニクソン大統領

### 6月
- 6月22日 - ニクソン・ブレジネフによる米ソ首脳会談。核戦争防止協定に署名。

### 7月
- 7月10日 - バハマがイギリスより独立する。
- 7月17日
  - 青嵐会結成。
  - アフガニスタンでムハンマド・ダウド元首相がクーデター。
- 7月20日 - 日本赤軍による日航機ハイジャック（ドバイ空港に着陸）が発生。
- 7月25日 - 資源エネルギー庁が発足
- 7月29日 - 田中首相、大平外相訪米。

### 8月
- 8月8日 - 金大中事件。
- 8月23日 - 田中伊三次法相、参議院法務委員会で金大中事件が韓国中央情報部（KCIA）の行動であることを示唆する。

### 9月
- 9月7日 - 長沼ナイキ訴訟において自衛隊違憲判決。
- 9月11日 - チリ・クーデター発生
- 9月21日 - 日越国交樹立。
- 9月24日 - ギニアビサウ独立宣言。
- 9月26日 - 田中首相、大平外相、英、仏、西独、ソ連訪問に出発。ブレジネフ書記長と会談。日ソ共同声明を発表。

### 10月
- 10月6日 - 第四次中東戦争勃発（10月23日、停戦）。
- 10月16日 - 石油輸出国機構(OPEC)に加盟のペルシア湾岸産油6カ国は、原油公示価格を21％引き上げと、原油生産の削減とイスラエル支援国への禁輸を決定する（オイルショック）。

### 11月
- 11月2日 - 田中角栄首相と金鍾泌・韓国首相が金大中事件収拾のため、秘密会談。
- 11月16日 - 閣議で石油節約を目的とする緊急対策を決定する。
- 11月23日 - 愛知揆一蔵相急死。
- 11月23日 - 内閣改造。第2次田中第1次改造内閣成立。蔵相に福田赳夫。

### 12月
- 12月10日 - 三木武夫副総理、政府特使としてオイルショック打開のため、中東8カ国歴訪に出発。
- 12月21日 - 参議院で国民生活安定緊急措置法と石油需給適正化法の石油二法を可決。
- 12月22日 - 政府、石油緊急事態を宣言。